# Свети Георги (Росфърд)
„Свети великомъченик Георги Победоносец“ (на английски: Saint George Orthodox Cathedral) е православна църква в град Росфър (Голямо Толидо), Охайо, Съединенитe американски щати. Църквата е катедрален храм на Българската Толидска епархия на Православната църква в Америка.

## Местоположение
Църквата е разположена на „Гленууд Роуд“ № 738.

## История
В началото на ΧΧ век в кратък период голям брой български македонски имигранти се установяват в Източен Толидо. Организират сдружение, наречено Българско благотворително дружество и на 30 септември 1936 година с благословението на епископ Андрей Велички на Българската православна църква е учредена новоорганизирана енория под патронажа на Свети великомъченик и победоносец Георги. Енорията носи името Македонобългарска православна църква „Свети Георги“ (St. George Macedono-Bulgarian Orthodox Church).
От 1936 до 1948 година енорията няма специално място за богослужение. В 1948 година е закупена къща на улица „Осуалд“ в Източно Толидо и именно в тази къща започва да процъфтява българската македонска община в Толидо. През годините 1948 и 1949 година енорията функционира като мисионерска църква с гостуващи свещеници от съседни общнини, които отслужват службите. В 1950 година Българската православна църква назначава първия енорийски свещеник в общината, отец Кирил Йончев.
Енорията в Свети Георги се разраства и къщата, която задоволява религиозните нужди, става твърде малка. В 1952 година конгрегацията одобрява планове за нова църковна сграда, която е осветена от епископ Андрей на 1 ноември 1953 година.
По време на 14-годишното си пасторство в „Свети Георги“, отец Кирил и енорията се сблъскват с трудността да бъдеш член на епархия, базирана в комунистическа страна. В 1963 година отец  Кирил се противопоставя на намерението на епископ Андрей да се върне под управлението на Българската православна църква и заедно с няколко други български македонски църковни общини се отделя, избран е за администратор на самостоятелната Българската епархия в изгнание, която се присъединява към Руската православна църква зад граница и в 1964 година е ръкоположен за епископ. Това е началото на Българската епархия, която влиза в Православната църква в Америка през декември 1976 година.
В края на 90-те години общината решава да премести енорията от Източен Толедо. През юни 1998 година е одобрено закупуването на сегашния имот в Росфърд и е построена новата катедрала. Първата Божествена литургия в нея е отслужена на 7 април 2002 година, а сградата е осветена на 26 октомври 2003 година от митрополит Герман Американски и Канадски, архиепископ Кирил Питсбъргски и Натанаил Детройтски.
На 17 юни 2007 година основателят на епархията архиепископ Кирил почива. На 4 октомври 2011 година Светият Синод избира отец Александър Голицин за нов епископ на Толидо и Българската епархия на Православната църква в Америка. Той е ръкоположен за епископство на 5 май 2012 година в катедралата „Свети Георги“ в Росфорд.